# 下諏訪温泉
下諏訪温泉（しもすわおんせん）は、長野県諏訪郡下諏訪町（旧国信濃国）にある温泉である。

## 泉質
- 硫酸塩泉
- 塩化物泉
- 単純温泉
  - 源泉数: 25本
  - 総湧出量: 毎分5,000リットル

## 温泉街
諏訪大社の下社（春宮、秋宮）の周りや諏訪湖湖畔に約20軒の旅館が存在する。下諏訪宿という宿場町だった事から、かつての本陣などの建物や古い外観の旅館などが町並みを形成している。

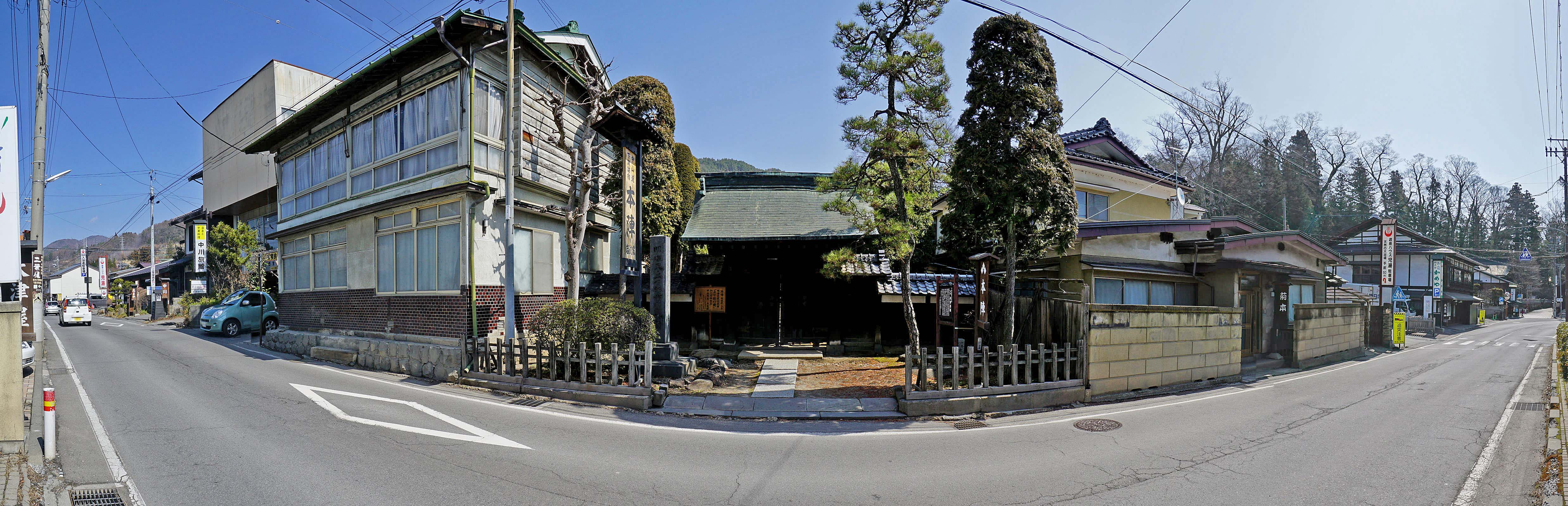
本陣 岩波家からの街並み

共同浴場は10軒存在する。浴場名は以下のとおりである。
- 旦過の湯（たんがのゆ）
- 菅野湯（すげのゆ）または菅野温泉
- 遊泉ハウス児湯
- 矢木温泉
- みなみ温泉
- 老人福祉センター
- 湖畔の湯
- 高木温泉（たかきおんせん）
- 新湯
- 高浜健康温泉センター ゆたん歩゜（ゆたんぽ）

- - 富部温泉（とんべおんせん）：2007年3月末廃業
  - 六峰温泉（ろっぽうおんせん）：2010年3月末廃業

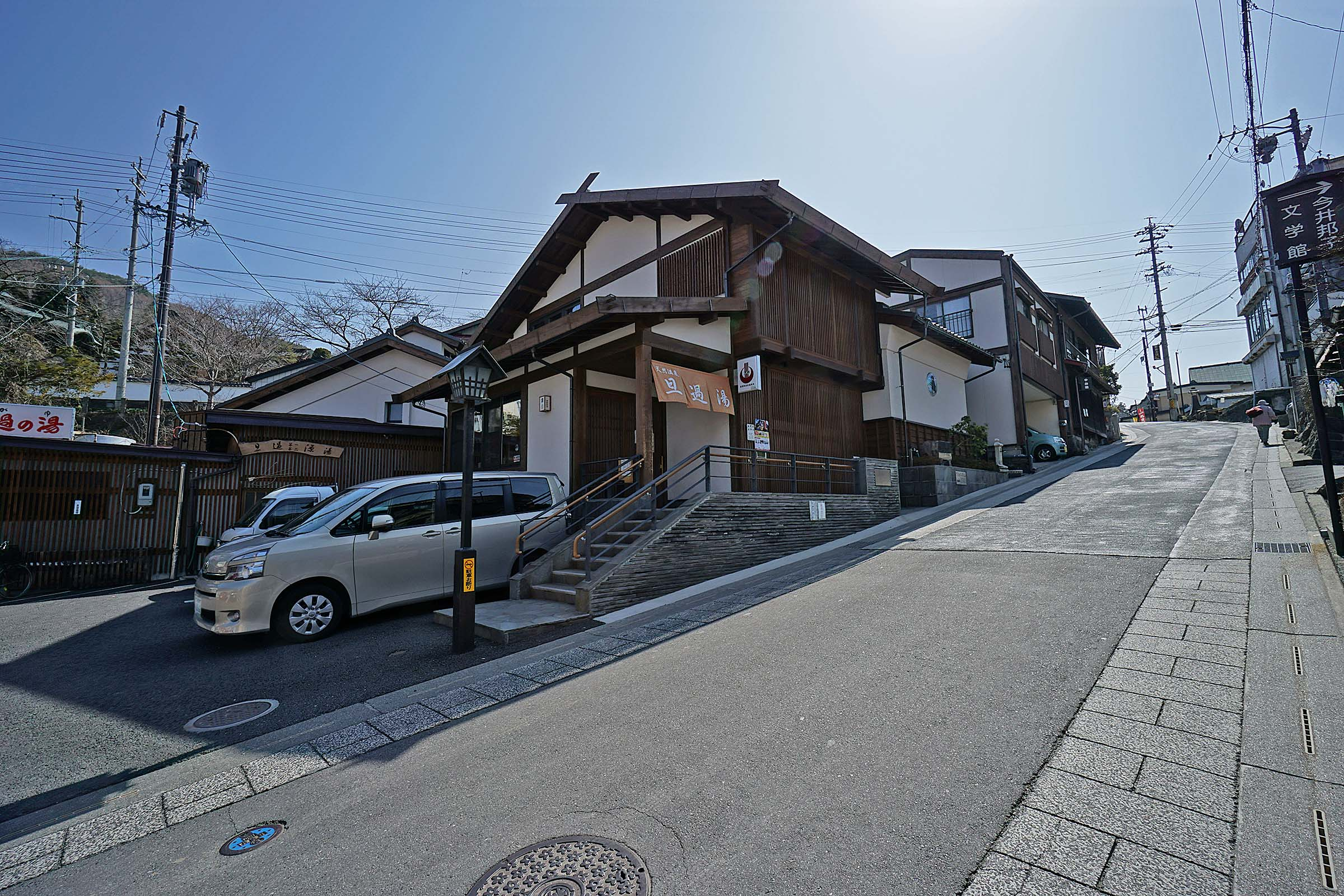
旦過の湯
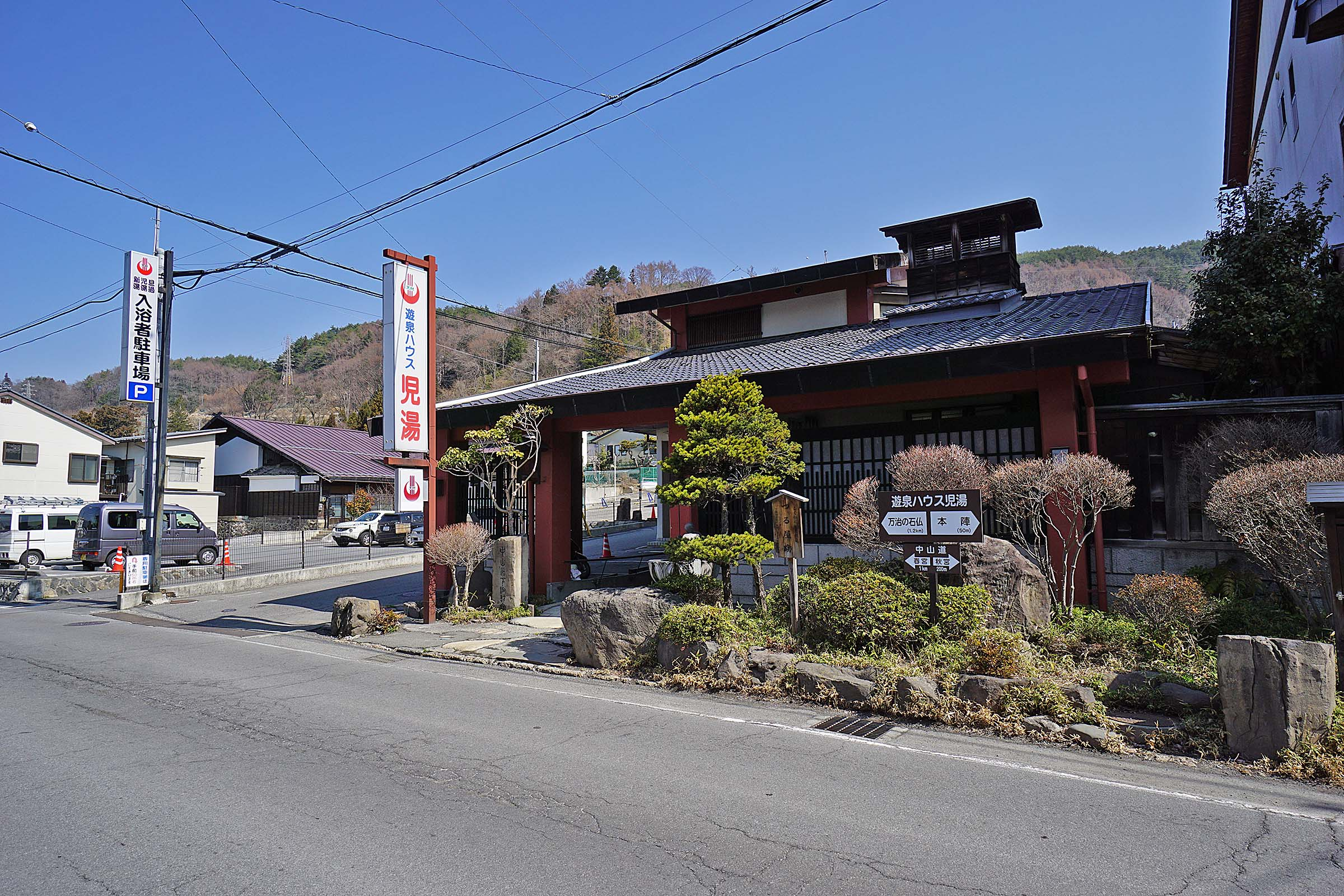
遊泉ハウス児湯
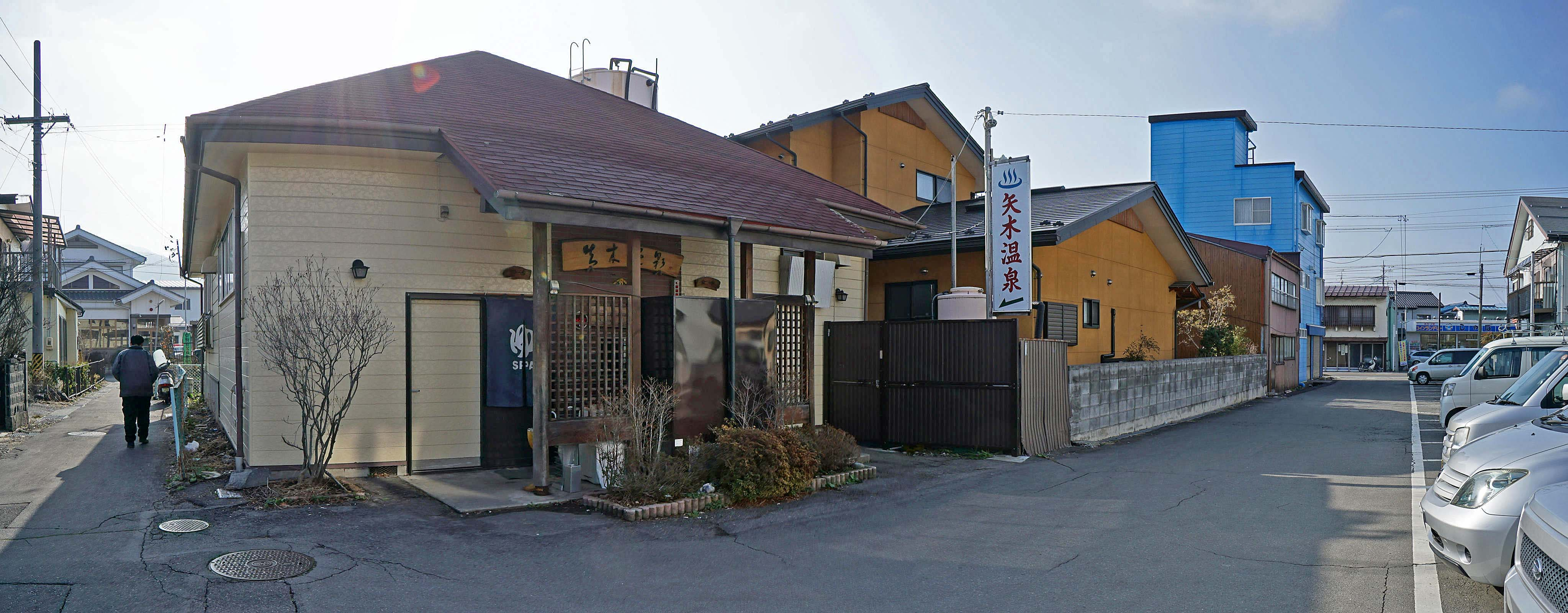
矢木温泉
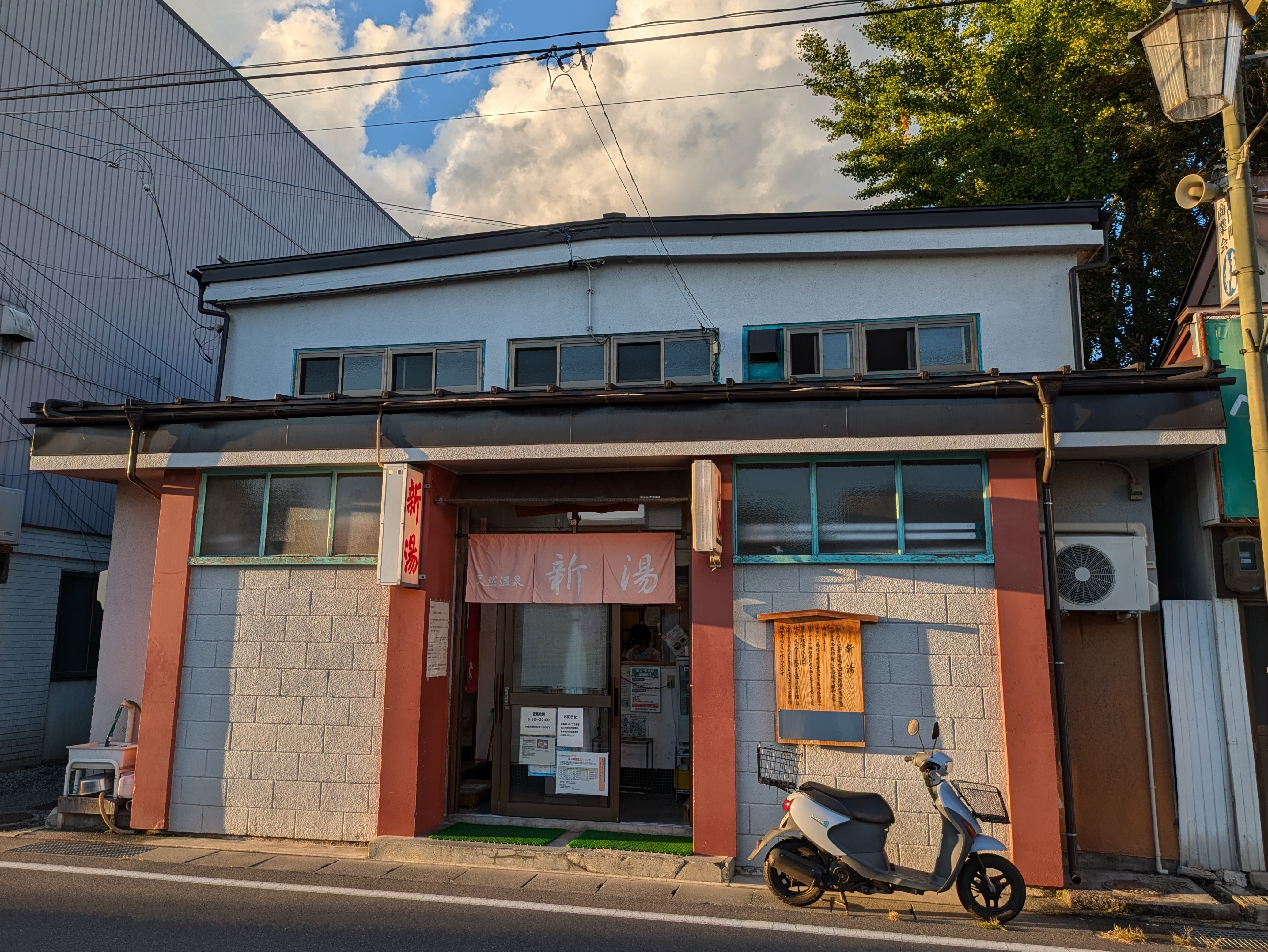
新湯

## 歴史
共同浴場旦過の湯の源泉は、鎌倉時代に寺湯として使われた歴史があることから、開湯はそれ以前と考えられる。
古くは全国の武士の尊崇を受ける諏訪大社の門前町として、また交通の要衝地として栄えた。江戸時代は五街道が整備され、中山道と甲州街道の交点の宿場町（下諏訪宿）として栄え、温泉のある宿場町として旅人の疲れを癒した。
明治維新後は製糸産業がこの地で勃興し、中山道を通じて上田や佐久方面、関東方面へ生糸が出荷され要衝地として繁栄した。旧宿場町においては、運送用の馬の足を癒した馬の足湯などがあったと言われ、湯量の豊富さが窺える。
1901年（明治34年）、中央本線の開通により交通の主役を譲り渡し、宿場町はその役割を終えた。しかし、現在では門前町と旧宿場町を併せ持つ古い温泉町という条件が揃っていることから、戦後のレジャーブームを挟んで観光地として注目を浴び、特に御柱祭の行われる年は多数の観光客が訪れている。

## アクセス
- 鉄道：中央本線 下諏訪駅下車
- 自家用車：長野自動車道 岡谷インターチェンジより国道20号経由